# Charles Brommesson
Charles Brommesson   (Helsingborg, 12 d'agost de 1903 - Helsingborg, 1 de setembre de 1978) fou un futbolista suec, que jugava de davanter, que va competir durant la dècada de 1920 i 1930.
El 1924 va prendre part en els Jocs Olímpics de París, on guanyà la medalla de bronze en la competició de futbol.
Pel que fa a clubs, defensà els colors del Helsingborgs IF entre 1923 i 1931. Guanyà la lliga sueca de 1928-1929 i 1929-1930. Amb la selecció nacional jugà 12 partits, en què marcà 4 gols.